# Kuppedada, Shrirangapattana
Kuppedada là một làng thuộc tehsil Shrirangapattana, huyện Mandya, bang Karnataka, Ấn Độ.